# Pterolophia subunicolor
Pterolophia subunicolor är en skalbaggsart som beskrevs av Stefan von Breuning 1964. Pterolophia subunicolor ingår i släktet Pterolophia och familjen långhorningar.
Artens utbredningsområde är Taiwan. Inga underarter finns listade i Catalogue of Life.